# Nils Ivar Agøy
Nils Ivar Agøy, född 19 november 1959, är en norsk historiker, teolog och översättare.
Agøy har studerat historia vid universitetet i Oslo och teologi vid Det teologiske menighetsfakultet. Han blev filosofie kandidat 1987, teologie kandidat 1988 och filosofie doktor 1994. Sedan 1994 är han verksam vid Høgskolen i Telemark, där han 2002 utnämndes till professor. Han undervisar i historia och idéhistoria samt forskar om bland annat freds- och arbetarrörelsen, den svensk-norska unionsstriden samt civila rättigheter.
Han intresserar sig även för J.R.R. Tolkiens författarskap och har översatt till norska dennes Bilbo – En hobbits äventyr, Sagor från Midgård, Húrins barn samt Silmarillion. Den sistnämnda översättningen belönades 1995 med Bastianpriset. År 1981 var han en av initiativtagarna till grundandet av det norska Tolkiensällskapet Arthedain och år 1997 utnämndes han till dess första hedersmedlem.